# Dono de mídia
Um dono de mídia, ou barão da mídia, refere-se aos empresários ou homens de negócio bem-sucedidos que controlam, através de propriedade pessoal ou posição dominante em qualquer companhia ou empresa relativa, a mídia consumida por um grande número de indivíduos. Criadores de mídias sociais podem já ser considerados parte do ambiente da mídia, pois eles entregam conteúdo para uma grande base de consumidores.

## História
Nos EUA, donos de jornais tornaram-se proeminentes inicialmente no século XIX, com o desenvolvimento dos jornais de circulação em massa. No século XX, o ramo se expandiu-se para incluir propriedade de redes de rádio e TV, bem como estúdios de filmes, editoras de livros, e mais recentemente companhias de internet e outras formas multimídias.
Como reflexo disto, o termo "barão da imprensa" foi trocado por "barão da mídia", popularizando-se. Em relevância moderna, sites de mídia social precisam ser levados em conta, como o Facebook em relação a Mark Zuckerberg, que é um proprietário de mídia extremamente importante.

## Proprietários de mídia notáveis
Mark Zuckerberg é um barão da mídia com o qual a maioria das pessoas está familiar. De acordo com a Forbes, Zuckerberg está na 7ª posição na lista World's Billionaire, e 1ª na America's Richest Entrepreneurs Under 40. Desde sua inovação com o Facebook, ele é considerado como sendo uma das pessoas mais influentes do mundo. The Social Network é um filme que explica a jornada de sucesso de Mark Zuckerberg como barão da mídia. Antes de sua criação do Facebook, ele começou com o Facemash.com, onde ele hackeou com sucesso o banco de dados de imagens dos estudantes da Harvard University. Após isto, ele foi construir o TheFacebook.com, que tornou-se um sucesso em todo o campus. Porém, Zuckerberg é acusado de roubar as ideias de projeto de seus colegas para o desenvolvimento do Facebook  - porém, sem usar o código diretamente. Statista elencou o Facebook como o site de mídia social mais usado em abril de 2015, alcançando até 45,4% das visitas a redes sociais. De acordo com a Investopedia, Mark Zuckerberg apoiou o Giving Pledge, afirmando que, antes de sua morte, ele irá doar metade de seu patrimônio líquido para intenções de caridade.
Steve Forbes Jr é um exemplo de proprietário de mídia com muita experiência. Steve Forbes nasceu em 18 de julho de 1947 e é o presidente e editor-chefe da Forbes Media. Ele também tornou-se indicado para presidência, duas vezes, pelo Partido Republicano. "Forbes é a revista de negócios líder na nação, com uma tiragem de mais de 900mil. Forbes combinou-se com Forbes Ásia, e as edições licenciadas da companhia juntas alcançam uma audiência mundial de mais de 6 milhões de leitores." Ele também é o único escritor que ganhou o Crystal Owl Award quatro vezes.
Walt Disney: nasceu em 5 de dezembro de 1901 e é mundialmente conhecido como um estadunidense empresário, cartunista, animador, dublador, e produtor de filmes. Ele e seu irmão Roy co-fundaram The Walt Disney Company, que por sua vez tornou-se uma das companhias de produção de animações mais conhecida do mundo. Após isto, sua vida tornou-se cheia de sucessos, resultando no ganho de 22 Academy Awards. Uma de suas criações populares é Mickey Mouse. Ele começou tudo desde o filme original, e criou muitas animações usando o personagem. Consequentemente, esta inovação de sucesso levou-o a abrir o parque temático chamado Disneyland e Disney World. Hoje, ele é dono de numerosos parques temáticas ao redor do mundo, e a parte de maior sucesso é que muita gente ao redor do mundo o tem como uma lenda.
Oprah Winfrey, que tornou-se a mulher de maior sucesso no mundo. Nasceu em 29 de janeiro de 1954 e começou sua carreira em diversas mídias, conseguindo sucesso cedo e tendo muita gente conhecendo-a por suas experiências. O início de fato foi como primeira correspondente de TV afro-americana de Nashville, e a pessoa mais nova a se tornar co-âncora das notícias para a WTVF, uma afiliada da CBS.
Winfrey também foi dona de seu show matinal chamado AM Chicago, que um ano depois foi renomeado para The Oprah Winfrey Show. Após isso, ela também estreou em um filme, e uma revista chamada: O, the Oprah Magazine, que foi o lançamento de revista de maior sucesso na história recente. Ela recebeu a AAP Honors Award (da Association of American Publishers), e o Oprah’s Book Club tornou-se um dos maiores clubes de livros no mundo. Além disso, recebeu a primeira posição na lista Forbes’ Power Celebrity.

### Outros
- Alfred Harmsworth
- Alfred Hugenberg
- Axel Springer
- Edir Macedo
- Gustavo Cisneros
- Harold Harmsworth
- Lew Grade
- Michael Bloomberg

- Roberto Marinho
- Silvio Berlusconi
- Silvio Santos
- Ted Turner
- William Randolph Hearst